# Pelican Lake (Pembina River)
Der Pelican Lake ist ein See im Südwesten der kanadischen Provinz Manitoba.

## Lage
Der Pelican Lake ist ein flacher, langgestreckter See im Pembina Valley. Das Tal entstand während des Endes der letzten Eiszeit, als das abfließende Schmelzwasser in östlicher Richtung strömte.
Der Pelican Lake hat eine Wasserfläche von 26,3 km². Seine Längsausdehnung in Nordwest-Südost-Richtung beträgt 18 km lang. Seine maximale Breite beträgt 1,5 km. Der See wird durch einen Damm aufgestaut. Das natürliche Einzugsgebiet des Sees umfasst 690 km². Vom südlich am Pelican Lake vorbeifließenden Pembina River zweigt der Pelican Lake Inlet Channel ab, welcher gegebenenfalls Wasser dem See zuführt. Über einen Ableitungskanal wird überschüssiges Wasser wieder dem Pembina River zugeführt. Das Stauziel des Pelican Lake liegt bei 411,48 m.
Am Nordwestende des Pelican Lake liegt die Siedlung Ninette. 
Der Pelican Lake wird für Freizeitzwecke genutzt wie Angeln und Segeln. Im See kommen Hecht, Glasaugenbarsch und Amerikanischer Flussbarsch vor. 